# アメンエムハト6世
アメンエムハト6世（Amenemhat VI, 在位：紀元前1788年頃 - 紀元前1785年頃）は、古代エジプト第13王朝の第7代または8代ファラオ（王）

## 概要
即位名はセアンクイブラー。トリノ王名表の第6欄10行目に記されている。また、カルナック王名表の37番目にも名前が載っている。エル＝マハミドとエル＝クィブリからそれぞれ名前の刻まれた円柱が発見されており、カルナックやアビドスで見つかった石碑からもカルトゥーシュが確認されている。名前が刻まれた遺物の分布状況から、ヌビアまでを支配下に置いていた可能性が高い。
アメンエムハト6世の誕生名はアメニ・アンテフ・アメンエムハトという。Ryholtを中心とする研究者たちはこれを、王個人の名前に、父親や祖父の個人名を組み合わせたものと解釈している。その裏付けとなる証拠として、第13王朝時代の王の息子アンテフという人物の名前が記されたスカラベ印章が発見されている。このアンテフがアメンエムハト6世の父親だとすれば、その父である王の名前はアメニ、すなわちアメンエムハト5世である可能性が高い。彼以外にも、第13王朝の王たちには二つ以上の個人名で構成される誕生名を名乗っている者が多く、これを手掛かりに用いた王統の復元が試みられている。例えば、同時代の王アメニ・ケマウはアメンエムハト5世の息子で後継者であったと考えられている。さらに、ケマウ・サホルネジヘルイトエフはケマウの息子でアメンエムハト5世の孫、すなわちアメンエムハト6世の従兄弟であったと考えられている。そして、サホルネジヘルイトエフの後継者で、アメンエムハト6世の前任者のイウフニも彼らの兄弟であった可能性がある。しかし、一人の人間が複数の名前を持つ例も多く見られることから、この復元法に異論を唱える学者も多く、完全に確定された説ではない。